# Механическая вычислительная машина
Механическая вычислительная машина или механический компьютер — устройство для автоматизации вычислений, которое состоит из механических компонентов, таких, как рычаги и шестерни, а не на основе электронных компонентов. Наиболее распространёнными примерами являются арифмометры и механические счётчики, которые используют повороты шестерёнок для сложения чисел. Более сложные примеры могут выполнять умножение и деление, и даже дифференциальный анализ (правда, большинство таких устройств использовали аналоговые методы). См. также Интегратор.

## История
Механические вычислительные устройства достигли своего апогея во время Второй Мировой войны; они легли в основу комплекса бомбовых прицелов, включая прицел Нордена, в ПУАЗО, а также аналогичных устройств для судовых вычислений (например, Torpedo Data Computer).
Также заслуживают внимания механические пилотажные приборы для первых космических кораблей, которые обеспечивали компьютерный вывод не в виде цифр, а смещением индикатора поверхностей. Начиная от первого пилотируемого космического полета Юрия Гагарина и до 2002 года, каждый из советских и российских космических кораблей «Восток», «Восход» и «Союз» был оснащен прибором Глобус , который с помощью часового механизма показывал текущее положение корабля над Землёй.
Механические вычислительные устройства продолжали использоваться в 1960-х годах, но в скором времени были заменены на электронные калькуляторы с дисплеями на электронных лампах-индикаторах, которые появились в середине 1960-х годов. Эволюция завершилась в 1970-х годах с введением дешевых карманных электронных калькуляторов. Механические вычислительные устройства были полностью вытеснены электронными в 1980-х годах.

## Примеры
- Антикитерский механизм, ок. 100 до н. э.
- Суммирующая машина Паскаля, 1642 — арифметическая машина Блеза Паскаля, которая могла непосредственно складывать и вычитать два числа, а также умножать и делить повторением действий.
- Арифмометр Лейбница, 1672 — механический калькулятор Готфрида Вильгельма Лейбница который мог складывать, вычитать, умножать и делить.
- Разностная машина Чарльза Бэббиджа, 1822 и 1837 — механические устройства Чарльза Бэббиджа.
- Ball-and-disk integrator[англ.], 1886 — использовался Уильямом Томсоном для измерения высоты прилива путём вычисления коэффициентов ряда Фурье.
- Marchant calculator[англ.], 1918 — самый сложный механический калькулятор.
- Z1, 1938 — Конрад Цузе.
- Калькулятор Курта, 1948.
- MONIAC, 1949 — аналоговый компьютер, который использовался для моделирования экономики Великобритании.
- Digi-Comp I[англ.], 1963 — 3-разрядный цифровой механический компьютер.
- Dr. Nim[англ.] — середина 1960-х, механический компьютер, который умел играть в игру «ним».
- Digi-Comp II[англ.], середина 1960-х, цифровой механический компьютер.
- Автомат — механические устройства, которые могут хранить данные, производить вычисления, а также выполнять некоторые другие задачи.

## Электромеханические компьютеры
Первые электрические компьютеры, построенные на переключателях и реле, а не на вакуумных трубках (лампах) или транзисторах, классифицируются как электро-механические компьютеры. Например:
- Z1, 1938
- Z2, 1939
- Z3, 1941 -- разработан Конрадом Цузе
- Марк I (компьютер), 1944 построен в IBM.
- Гарвардский Марк II, 1947 («электромагнитные реле»)
- «Binary Arithmetic Relay Calculator» (BARK), 1950
- Симон (компьютер)[англ.], 1950
- BESK[англ.], 1953
- Релейный компьютер Гарри Портера, Университет штата Орегон в Портленде, 2005[11]